# Blossia filicornis
Blossia filicornis är en spindeldjursart som beskrevs av Hewitt 1914. Blossia filicornis ingår i släktet Blossia och familjen Daesiidae. Inga underarter finns listade.